# Brice Guyart
Brice Guyart (Suresnes, 15 marzo 1981) è uno schermidore francese, vincitore di due medaglie d'oro nella scherma ai Giochi olimpici. Anche sua sorella minore Astrid Guyart è una schermitrice professionista.

## Palmarès
- Giochi olimpici:

Sydney 2000: oro nel fioretto a squadre.
Atene 2004: oro nel fioretto individuale.
- Mondiali di scherma

Nîmes 2001: oro nel fioretto a squadre e bronzo individuale.
Lisbona 2002: argento nel fioretto a squadre.
L'Avana 2003: bronzo nel fioretto individuale.
Lipsia 2005: oro nel fioretto a squadre.
San Pietroburgo 2007: oro nel fioretto a squadre.
Catania 2011: argento nel fioretto a squadre.
- Europei di scherma

Smirne 2006: oro nel fioretto a squadre e bronzo individuale.
Sheffield 2011: argento nel fioretto a squadre.
Legnano 2012: argento nel fioretto a squadre.